# Haunter
Haunter (japanski: Gosuto) jedan je od 1025 fiktivnih vrsta Pokémona iz medijske franšize Pokémon, skupa Pokémon videoigara, animiranih serija, manga stripova, knjiga, igraćih karata i drugih medija kojima je tvorac Satoshi Tajiri. Svrha je Hauntera u videoigrama, animiranoj seriji i manga stripovima, kao i svrha ostalih Pokémona, borba s divljim Pokémonima – neukroćenim stvorenjima koje igrači i likovi pronalaze dok kreću na razne avanture – i pripitomljenim Pokémonima drugih Pokémon trenera.

## Etimologija imena
Haunter dolazi od engleskog haunt= proganjati, ili haunted=uklet. Japansko ime je transkripcija i promijenjeni izgovor engl. riječi ghost=duh.

## Pokédex podaci
- Pokémon Red/Blue :Zbog svoje sposobnosti da prođe kroz zidove, kaže se da je iz druge dimenzije.
- Pokémon Yellow : Lizanjem isisava žrtvin život. To izaziva drhtanje koje neće prestati do žrtvine smrti.
- Pokémon Gold : U potpunom mraku gdje se ništa ne vidi, Haunter vreba, tiho uhodeći svoju sljedeću žrtvu.
- Pokémon Silver : Njegov jezik je sačinjen od plina. Ako bude liznuta, njegova žrtva se počne nekontrolirano tresti dok smrt naposljetku ne dođe.
- Pokémon Crystal: Skriva se u mraku, planirajući kako uzeti život sljedećeg živog bića koje naiđe blizu.
- Pokémon Ruby: Haunter je opasan Pokemon. Ako te jedan pozove dok lebdi u tami, ne smiješ mu nikada prići. Pokušat će te liznuti svojim jezikom i uzeti ti život.
- Pokémon Sapphire: Haunter je opasan Pokemon. Ako te jedan pozove dok lebdi u tami, ne smiješ mu nikada prići. Pokušat će te liznuti svojim jezikom i uzeti ti život.
- Pokémon Emerald: Ako te jedan pozove dok lebdi u tami, ne prilazi mu. Pokušat će te liznuti svojim jezikom i uzeti ti život.
- Pokémon FireRed: Ako stekneš osjećaj da te netko promatra dok nema nikoga, Haunter je tu.
- Pokémon LeafGreen: Zbog svoje sposobnosti da prođe kroz zidove, kaže se da je iz druge dimenzije.
- Pokémon Diamond: Može proći kroz bilo koju zapreku. Vreba unutar zidova kako bi pazio na protivnike.
- Pokémon Pearl: Liže svojim plinovitim jezikom kako bi krao životnu silu. vreba plijen u tami.

## Opis
Haunter je napredniji od Gastlyja po tome što mu se vide ruke, ali su mu odvojene od tijela.

## Tehnike
| Prirodne tehnike                | Prirodne tehnike | Prirodne tehnike |
| ------------------------------- | ---------------- | ---------------- |
| Tehnika                         | Vrsta tehnike    | Razina           |
| Hipnoza(Hypnosis)               | Psihički         |                  |
| Lizanje (Lick)                  | Duh              |                  |
| Pakost(Spite)                   | Duh              |                  |
| Oštar pogled (Mean Look)        | Normalni         | 8                |
| Kletva (Curse)                  | Duh              | 12               |
| Noćna sjenka (Night Shade)      | Duh              | 15               |
| Zbunjujuća zraka(Confuse Ray)   | Duh              | 19               |
| Podli udarac(Sucker Punch)      | Mračni           | 22               |
| Sjenoviti udarac (Shadow Punch) | Duh              | 25               |
| Odmazda (Payback)               | Mračni           | 28               |
| Mračna lopta (Shadow Ball)      | Duh              | 33               |
| Jedač snova (Dream Eater)       | Psihički         | 39               |
| Mračni puls (Dark Pulse)        | Mračni           | 44               |
| Okovi sudbine ( Destiny Bond )  | Duh              | 50               |
| Noćna mora (Nightmare)          | Duh              | 55               |

## Statistike
| HP:      | 45  |  |
| Attack:  | 50  |  |
| Defense: | 45  |  |
| Special: | 115 |  |
| SpAtk:   | 115 |  |
| SpDef:   | 55  |  |
| Speed:   | 110 |  |

Statistika Special korištena je samo tijekom prve generacije; kasnije je podijeljenja na Special Attack i Special Defense statistike.

## U animiranoj seriji
Ash Ketchum je imao Hauntera kojeg je dao Sabrini, trenerici psihičkih Pokemona, nakon što ju je uspio s njim pobijediti. Morty, vođa dvorane grada Ecruteaka posjeduje Hauntera koji se borio protiv Asha u epizodi 182. Haunter se pojavljivao u mnogo epizoda koje su za poprište imale ukleta mjesta.